# Mamacha Belén
La Virgen de Belén o popularmente llamada Mamacha Belén, es una advocación mariana de la virgen María que se desarrolla en la ciudad del Cuzco, situada al sur del Perú. Su veneración y existencia se debe al sincretismo entre el mundo occidental y la civilización inca, así también como tener una representación cultural y artística amplia.

## Historia
La adoración original de la virgen de Belén proviene de la península ibérica católica, traída durante la invasión del Tahuantinsuyo por los conquistadores españoles.

En 1559 se construyó en la conquistada Cuzco, antigua capital incaica, la Iglesia de Belén para honrar a María, madre de Jesús, específicamente su versión belenina. Está virgen de Belén se tubo que peruanizar para ser aceptado entre la población indígena, lográndose dicho objetivo, Mamacha Belén se incluyó en las celebraciones del Corpus Christi en la ciudad.
El mismo nombre de mamacha es un quechuismo, debido a que mezcla la palabra mamá del idioma español con el sufijo diminutivo del idioma quechua -cha, para expresar a una virgen o a una mujer respetada de edad adulta.

## Impacto artístico
Desde la colonia, Mamacha Belén fue utilizada como un sincretismo religioso y cultural entre hispanos y quechuas, y siendo uno de los temas centrales de la escuela cuzqueña de pintura, principalmente las creada por Basilio Santa Cruz, durante el virreinato peruano. Varias de estas pinturas se encuentran en el Museo de Arte de Lima (MALI) en Perú o en la Colección Menil en Estados Unidos.
La Colección Menil describe de siguiente manera las obras artísticas de la Mamacha Belén:

Por ejemplo, la vestimenta de la Virgen de Belén es representativa de la moda imperial europea del siglo XVII y simboliza su estatus divino como reina del cielo y madre de Dios, pero también combina aspectos de textiles, joyería y tejidos incaicos de colores brillantes (...)  Las figuras de varias vírgenes además simulan la forma de montañas mostrando así su relación con la madre tierra o Pachamama, y los vestidos coloridos altamente decorados se asemejan a los disfraces y capas utilizados en rituales y danzas indígenas y a los modelos europeos.

En lo que respecta a escultura, aunque en menor medida, las creadas en honor a la virgen se conservan en buen estado, siendo la principal la que se encuentra en la iglesia de Belén.